# SEG Plaza
Le SEG Plaza (chinois : 赛格广场 ; pinyin : sàigé guǎngchǎng) est un gratte-ciel de 292 mètres (hauteur à la toiture), situé à Shenzhen en Chine.
Le bâtiment comprend le centre commercial numérique Yuanwang (chinois : 远望数码商城 ; pinyin : yuǎnwàng shùmǎ shāngchéng), le plus grand centre commercial d'équipement électroniques, notamment en pièces détachées, au monde avec 30 000 m² de magasins de gros et détails.